# سیارک ۱۰۷۲۱
سیارک ۱۰۷۲۱ (به انگلیسی: 10721 Tuterov، نامگذاری:1986QO4) ده هزار و هفتصد و بیست و یکمین سیارک کشف شده‌است که در ۱۷ اوت ۱۹۸۶ کشف شد.
قدر مطلق سیارک برابر ۱۴٫۱۰ است.